# R. J. Stewart
R. J. Stewart est un scénariste et producteur américain.

## Filmographie

### Comme scénariste
- 1983 : Les Enquêtes de Remington Steele (série télévisée) : (Saison 2)
- 1988 : And God Created Woman
- 1988 : Lovers, Partners & Spies
- 1991 : Perfect Crimes
- 1994 : Les Indians II
- 1995 : Xena, la guerrière (série télévisée) : (Saison 1)
- 1995 : The Great Defender (série télévisée)
- 1995 : Amazon High
- 1996 : Xena, la guerrière (série télévisée) : (Saison 2)
- 1997 : Xena, la guerrière (série télévisée) : (Saison 3)
- 1998 : Xena, la guerrière (série télévisée) : (Saison 4)
- 1999 : Xena, la guerrière (série télévisée) : (Saison 5)
- 2000 : Cleopatra 2525 (série télévisée) : (Saison 2)
- 2000 : Xena, la guerrière (série télévisée) : (Saison 6)
- 2003 : Bienvenue dans la jungle

### Comme producteur
- 1988 : Lovers, Partners & Spies
- 1991 : Perfect Crimes
- 1991 : Man of the People (série télévisée)
- 1995 : Xena, la guerrière (série télévisée) : (Saison 1)
- 1996 : Xena, la guerrière (série télévisée) : (Saison 2)
- 1997 : Xena, la guerrière (série télévisée) : (Saison 3)
- 1998 : Xena, la guerrière (série télévisée) : (Saison 4)
- 1999 : Xena, la guerrière (série télévisée) : (Saison 5)
- 2000 : Cleopatra 2525 (série télévisée) : (Saison 2)
- 2000 : Xena, la guerrière (série télévisée) : (Saison 6)